# Etica hacker
Con l'espressione ethical hacker si fa riferimento all'etica emersa nelle prime comunità virtuali o "cyber-comunità", dedite alla programmazione informatica.

## Etimologia e storia
L'etica, la cultura e la filosofia hacker affondano le radici negli anni cinquanta e sessanta, muovendo i primi passi al Massachusetts Institute of Technology (MIT) di Boston. Il termine "etica hacker" è attribuito allo scrittore Steven Levy, che lo descrive nel libro del 1984 Hackers. Gli eroi della rivoluzione informatica.. Sebbene alcuni dei fondamenti dell'etica hacker siano stati descritti anche da altri autori (vedasi, ad esempio, il testo Dream Machines (1974) di Theodor Nelson), Levy è considerato il primo ad aver documentato questa filosofia e ad averne individuato i fondatori. Secondo la ricostruzione di Levy, in uno dei laboratori del MIT dove era presente un IBM 704 alcuni studenti, dedicandosi fortemente alla programmazione, segnarono le prime tappe della cultura hacker. Nel linguaggio comune degli studenti del MIT, con "hack" si intendeva un progetto in fase di sviluppo o un prodotto realizzato con scopi costruttivi, con riferimento ad un forte piacere dato dal coinvolgimento nel progetto. Il termine venne adottato estrapolandolo dal comune linguaggio gergale universitario, in cui, col termine "hack", si indicavano gli scherzi goliardici architettati dagli studenti. L'etica hacker fu descritta come un "nuovo stile di vita, con una filosofia, un'etica, ed un sogno". Nei primi anni ottanta alcuni sostenitori dell'etica hacker diedero vita al movimento per il software libero. Il fondatore di questo movimento, Richard Stallman, è considerato, da Steven Levy, come "l'ultimo vero hacker". Gli hackers moderni sono, solitamente, forti sostenitori dei concetti di "software libero" e di "open source software", poiché prevedono di poter accedere ai codici sorgente dei software, per poterli migliorare ed adattare ad altri progetti. Il finlandese Pekka Himanen, nel suo libro L'etica hacker e lo spirito dell'età dell'informazione ne offre una peculiare interpretazione contrapponendo l'etica degli hacker del software alle aspirazioni dell'etica del lavoro di tipo calvinista.

## L'ethical hacker
Come scritto da Levy nella prefazione del libro Hackers. Gli eroi della rivoluzione informatica, i principi generali su cui si basa l'etica hacker sono:
- Condivisione
- Apertura
- Decentralizzazione
- Libero accesso alle tecnologie informatiche
- Miglioramento del mondo

Nel secondo capitolo del libro i principi sono descritti in maggiore dettaglio:
- L'accesso ai computer - e a tutto ciò che potrebbe insegnare qualcosa su come funziona il mondo - dev'essere assolutamente illimitato e completo. Dare sempre precedenza all'imperativo "Hands on!" ("metterci su le mani!"; si intende un approccio empirico e curioso verso i problemi, sperimentando e apprendendo dal sistema che si sta studiando)

Secondo Levy, occorre permettere agli hacker di esaminare sistemi già esistenti perché possano capirli e conoscerli; in questo modo sarà possibile sia migliorare i detti sistemi, che permetterne la creazione di nuovi. L'accesso permette lo sviluppo di nuova tecnologia.
- Tutta l'informazione dev'essere libera.

Le idee e informazioni sono necessarie per migliorare, correggere e creare nuovi sistemi; per questo devono essere libere ed accessibili. Secondo il punto di vista hacker, ogni sistema può trarre beneficio dal libero scambio di informazioni.
- Dubitare dell'autorità. Promuovere il decentramento.

Il miglior metodo per promuovere un libero scambio di informazioni è quello di avere un sistema aperto, privo di ogni ostacolo tra un hacker e quello che sta cercando di imparare. Per questo motivo gli hacker sono contrari a ogni forma di burocrazia (indipendentemente dal fatto che sia di tipo aziendale, governativo o universitario), che ritengono non abbia nessun'altra funzione se non quello di rallentare ed ostacolare la conoscenza.
- Gli hacker dovranno essere giudicati per il loro operato, e non sulla base di falsi criteri quali ceto, età, etnia, sesso o posizione sociale.

In una comunità hacker, l'abilità conta più di ogni altra sua caratteristica. Levy descrive il caso di L. Peter Deutsch che, seppur appena dodicenne, venne accettato dagli altri hacker del TX-0 nonostante non fosse neppure uno studente del MIT.
- Con un computer puoi creare arte.

Uno degli aspetti maggiormente apprezzati dagli hacker è quello di realizzare software anche molto complesso funzionante con il minor numero di istruzioni possibile. Il codice sorgente di un programma, se particolarmente curato e ben scritto, è considerato un'opera d'arte. Tra i primi hacker rappresentava quasi una sorta di gioco e di sfida il riuscire a creare programmi che fossero il più possibile sintetici.
- I computer possono cambiare la vita in meglio.

Gli hackers considerano i computer come parte integrante delle loro vite, avendo donato loro obiettivi e avventure: sono considerati come lampade di Aladino che essi possono controllare. Per questo pensano che chiunque possa beneficiare di essi, e che, se venissero utilizzati nel modo giusto, l'etica hacker si espanderebbe nel mondo, migliorandolo. L'hacker, dunque, attraverso il computer riesce a trasformare una possibilità in realtà; tra gli obiettivi primari di un hacker c'è quello di insegnare alla società che il mondo, grazie ai computer, non presenta più limiti.

### Condivisione
Nelle descrizioni di Levy, il concetto di "condivisione" è intrinseco nella cultura hacker. Con riferimento all'esperienza del MIT, nelle varie fasi della programmazione gli hackers erano soliti sviluppare programmi e condividerli, mettendoli a disposizione degli altri utenti di computer. Un "hack" particolarmente efficace veniva messo a disposizione degli alti utenti, affinché potessero migliorarlo, estendendone le funzionalità o migliorando la scrittura del codice (risparmiando spazio, pur senza perdere le migliorie introdotte). Nella "seconda generazione hacker" il concetto di condivisione assunse una connotazione più estesa, riferendosi non solo alla condivisione tra hacker, ma alla condivisione con il pubblico (nel senso più generale del termine). È significativo l'esempio, a tal proposito, dell'organizzazione Community Memory, i cui membri avevano l'obiettivo di collocare computer in luoghi pubblici affinché chiunque potesse usufruirne. Il primo computer "comunitario" fu collocato fuori dalla Leopold's Records a Berkeley, California. Un'altra esperienza si verificò quando Bob Albrecht fornì una considerevole quantità di risorse all'organizzazione non profit People's Computer Company (PCC) che aprì un centro dove chiunque potesse utilizzare i computer al prezzo di 50 centesimi di dollaro per ogni ora di utilizzo. Le pratiche di condivisione messe in atto dalla "seconda generazione" hanno contribuito notevolmente allo sviluppo dei concetti di "free software" e di "open source software".

### L'imperativo: "Hands on!"
Molti dei principi dell'etica hacker fanno riferimento ad una prassi comune: la possibilità di operare direttamente sui software. Come descritto da Levy nel suo testo,

"gli hackers credono che gli insegnamenti fondamentali sui sistemi – e sul mondo – possano essere appresi smontando le cose, analizzandone il funzionamento e utilizzando la conoscenza per creare cose nuove e più interessanti".

Questo approccio richiede libertà di accesso, disponibilità di informazione e condivisione di conoscenze. Per un "vero" hacker, se si restringe la possibilità di azione, è giusto utilizzare i mezzi che superino questa restrizione, al fine di perseguire dei miglioramenti. È per questo motivo che gli hackers, posti di fronte ad alcune restrizioni, cercano di aggirarle. Ad esempio, quando i computer al MIT erano sottoposti a protezioni, gli hackers sistematicamente cercavano di superarle per avere accesso agli elaboratori. Questo comportamento non era mosso da secondi fini: gli hackers del MIT non avevano l'obiettivo di danneggiare i sistemi o i loro utenti. Ciò è in profondo contrasto con l'idea moderna (e supportata spesso dai media) degli hacker che violano i sistemi di sicurezza al fine di rubare informazioni o compiere atti di cyber-vandalismo.

### "Community" e collaborazione
Nella letteratura relativa agli hacker e ai loro processi conoscitivi, il riferimento ai valori della "community" e della collaborazione è ricorrente. Secondo il testo Hackers di Levy, ogni generazione di hacker ha delle community di riferimento in cui i principi di collaborazione e condivisione sono presenti. Per gli studenti del MIT, i laboratori dove si trovavano i computer rappresentavano il luogo della community di appartenenza; per gli hacker di seconda e terza generazione, l'area geografica di riferimento era la Silicon Valley, dove il Homebrew Computer Club e il People's Computer Company aiutavano gli hacker a collaborare e condividere i propri lavori. I concetti di community e collaborazione sono ancora oggi molto rilevanti, sebbene gli hacker non siano più vincolati alla collocazione geografica; oggigiorno la collaborazione si sviluppa su Internet. L'informatico statunitense Eric Steven Raymond identifica e spiega questo spostamento concettuale in La cattedrale e il bazaar::
Raymond inoltre afferma che il successo di Linux è coinciso con la grande diffusione e disponibilità del World Wide Web.

## I "veri hacker" secondo Levy
Levy ha individuato alcune personalità di spicco da lui definite "veri hacker", che hanno influenzato significativamente l'etica hacker. Tra i più conosciuti ci sono:
- John McCarthy: cofondatore del MIT Artificial Intelligence Lab e dello Stanford AI Laboratory
- Bill Gosper: matematico e hacker
- Richard Greenblatt: programmatore e iniziale sviluppatore delle workstation basate sul linguaggio di programmazione LISP
- Richard Stallman: programmatore e attivista politico, noto per GNU, Emacs e per la Free Software Foundation

Levy ha inoltre fatto distinzione tra gli "hardware hackers" (noti anche come "seconda generazione hacker", collocati – in gran parte – geograficamente nella Silicon Valley) e i "game hackers" (noti anche come "terza generazione hacker").
Tra gli esponenti della "seconda generazione hacker" Levy annovera:
- Steve Wozniak: uno dei fondatori di Apple
- Bob Marsh: sviluppatore del computer Sol-20
- Fred Moore: attivista e fondatore del Homebrew Computer Club
- Steve Dompier: membro del Homebrew Computer Club member e hacker all'opera sul primo Altair 8800
- Lee Felsenstein: hardware hacker e cofondatore del Community Memory e del Homebrew Computer Club; sviluppatore del computer Sol-20
- John Draper: figura leggendaria nella programmazione informatica mondiale. Ha scritto EasyWriter, il primo elaboratore di testi.

Tra gli esponenti della "terza generazione" vengono citati:
- John Harris: uno dei primi programmatori assunti alla On-Line Systems (diventata più tardi Sierra Entertainment)
- Ken Williams: fondatore, assieme alla moglie Roberta, della On-Line Systems (dopo aver lavorato per IBM)

## L'opera di Himanen
Himanen, nella sua opera L'etica hacker e lo spirito dell'età dell'informazione (che contiene un prologo di Linus Torvalds e un epilogo di Manuel Castells), ha, tra gli scopi, quello di riscattare il significato originale del termine "hacker". Secondo Himanen, un hacker non è (come si crede comunemente) un criminale, vandalo o pirata informatico con grandi competenze tecniche (questo è il "cracker"), ma l'hacker è chiunque lavori con grande passione ed entusiasmo per quello che fa. Quindi il termine "hacker" può (e deve) essere applicato ad altri ambiti come, ad esempio, quello scientifico. Così scrive Himanen:

"al centro della nostra era tecnologica ci sono persone che si autodefiniscono hackers. Si definiscono come persone che si dedicano a programmare con passione e credono che sia un dovere per loro condividere le informazioni e sviluppare software libero. Non devono essere confusi con i crackers, utenti distruttivi il cui obiettivo è creare virus e introdursi nei sistemi degli altri: un hacker è un esperto o un entusiasta di qualsiasi tipo che può dedicarsi o no all'informatica"

È quindi la stessa comunità hacker a prendere in modo chiaro le distanze dai crackers, poiché i principi che stanno alla base del loro modo di agire sono decisamente in contrasto con l'etica hacker, che ha come obiettivo la conoscenza e non il profitto. Secondo Himanen, inoltre, l'etica hacker è una nuova morale che sfida L'etica protestante e lo spirito del capitalismo, opera scritta un secolo fa da Max Weber), e che si fonda su "la laboriosità diligente, l'accettazione della routine, il valore del denaro e la preoccupazione per il risultato". In confronto alla morale presentata da Weber, l'etica hacker si fonda sul valore della creatività, e consiste nel combinare la passione con la libertà. Il denaro cessa di essere un valore di per sé e il beneficio si misura in risultati come il valore sociale e l'accesso libero, la trasparenza e la franchezza. Nell'opinione di Himanen, l'etica hacker è molto vicina all'etica della virtù descritta da Platone e da Aristotele. Gli hacker, condividendo risorse e formando community in cui si verifichi un continuo e costante scambio di informazioni e insegnamenti, recuperano valori tipici della società moderna europea, dando nuovo vigore all'etica della cittadinanza; in questa etica riveste un ruolo centrale il computer, che accresce la libertà di espressione e attraverso cui i valori della società taylorista e fordista vengono rivisti e stravolti. L'etica hacker è un'etica di tipo assiologico, ovvero è un'etica basata su una determinata serie di valori. Himanen ne elenca alcuni fondamentali:
- Passione
- Libertà
- Coscienza sociale
- Verità
- Antifascismo
- Anti-Corruzione
- Lotta contro l'alienazione dell'uomo
- Eguaglianza sociale
- Accesso libero all'informazione (Cultura Libera)
- Valore sociale (riconoscenza tra simili)
- Accessibilità alla rete
- Attivismo
- Responsabilità
- Creatività

## L'Etica Hacker secondo il Jargon File
Il Jargon File è un documento originariamente redatto da Raphael Finkel della Stanford University e attualmente mantenuto da Eric S. Raymond, un esponente della cultura hacker. Esso è essenzialmente un vocabolario del gergo usato dagli hacker e dai professionisti dell'IT, ma contiene anche definizioni e regole di buona educazione da rispettare in rete (Netiquette).
Tra le definizioni, ne troviamo anche una dell’etica degli hacker, che si basa su due principi:
1. La convinzione che la condivisione di informazioni sia un potente bene positivo e che sia un dovere etico degli hacker condividere le proprie competenze scrivendo codice open source e facilitando l’accesso alle informazioni e alle risorse informatiche ove possibile.
2. La convinzione che il cracking dei sistemi per divertimento ed esplorazione sia eticamente corretto fintanto che il cracker non commette furti, atti vandalici o violazione della riservatezza.

Entrambi questi principi etici normativi sono ampiamente, ma non universalmente, accettati tra gli hacker.

## Altri lavori
Uno dei documenti più rappresentativi (e che, in qualche modo, ufficializzò l'esistenza di questa nuova cultura) è rappresentato dal cosiddetto "Manifesto hacker", redatto dal giovane Loyd Blankenship, il quale pubblicò tale documento (firmandosi come The Mentor) a seguito del suo arresto per violazione informatica. Nel manifesto ritornano tutti gli elementi che caratterizzano l'etica hacker: tra i vari, viene posto l'accento sui seguenti aspetti:
- l'importanza del computer come mezzo di auto-apprendimento, in aperta critica ai metodi di insegnamento scolastici
- il ruolo centrale della community come luogo (non necessariamente fisico) in cui si verifica lo scambio reciproco di informazioni e insegnamenti
- l'importanza fondamentale dell'accesso alle risorse, alle tecnologie e alle informazioni (in contrasto con le aziende che, trattandole come merci, puntano al guadagno e limitano l'accesso solo a chi ha sufficienti risorse economiche)
- la curiosità come stimolo fondamentale nell'operato di un hacker

Si può anche consultare lo studio scritto da Pau Contreras Trillo Mi chiamo Kohfam. Identità hacker: un'approssimazione antropologica. Secondo Contreras, i gruppi di hacker danno luogo a una configurazione sociale in rete che si caratterizza per la capacità di generare conoscenza e innovazione. Queste configurazioni in rete, chiamate "intelligenza collettiva" presentano caratteristiche sociali basate sulla meritocrazia, il concetto di conoscenza come bene comune e la redistribuzione di questa conoscenza tra tutti i membri del gruppo. Secondo l'autore, l'organizzazione sociale dei gruppi di hacker è molto simile a quella usata dalle società primitive, con una leadership non coercitiva e sistemi di reputazione tra pari, ed è basata sull'etica hacker come caratteristica fondamentale.

## Un caso italiano
Interessante per capire l'etica hacker è il caso di Salvatore Iaconesi, ingegnere, artista e docente universitario di Torino, il quale, nel settembre del 2012, scopre di essere affetto da un tumore al cervello. Essendo in possesso della propria cartella clinica digitale (regolarmente ricevuta dalle strutture sanitarie, ma compilata in formato chiuso e proprietario per questioni di privacy e tutela dei dati personali) ha operato in modo da aggirarne i meccanismi di protezione, per poter condividere e rendere disponibili i suoi dati in rete, alla ricerca di una cura efficace. Il caso in questione è un esempio di come, nell'etica hacker, tra i principi fondamentali vi siano il miglioramento del mondo e delle condizioni di vita dell'essere umano. In particolare, Salvatore Iaconesi fa riferimento al termine "cura" non solo nell'ottica di "rimedio" al suo male, ma anche nel significato di "interessamento", esortando gli utenti della rete a usare i suoi dati clinici in qualsiasi modo siano fonte di ispirazione per la realizzazione di opere dell'ingegno umano.

## Ethical Hacker e Opinione Pubblica
Come abbiamo visto, esistono vari manifesti che documentino l’esistenza di valori etici nei gruppi hacker.
Tuttavia, nell'opinione pubblica il termine hacker indica un criminale informatico: una persona che sfrutta le vulnerabilità di sistemi informatici e siti web per trarne un vantaggio personale, che va dal lucro all'appropriazione indebita di dati.
Anche il sito della Polizia Postale lo sostiene. Alla pagina riguardante il reato dell’hacking, nella sezione in cui viene spiegato chi è l’hacker, leggiamo: “Il New Hacker´s Dictionary di Eric S. Raymond definisce un hacker come qualcuno che ama esplorare le possibilità offerte da un sistema informativo e mettere alla prova le sue capacità, in contrapposizione con la maggior parte degli utenti che preferisce apprendere solo lo stretto indispensabile. Questo è, ovviamente, il concetto di hacker espresso con un valore positivo. Vi è tuttavia da segnalare che dell’intento puramente ludico che spingeva i primi hacker ad agire poco è rimasto.”
In definitiva, eccezion fatta per i casi eclatanti di Julian Assange e Edward Snowden, in cui gli hacker pur avendo infranto la legge sono considerati degli eroi per l’importanza delle informazioni diffuse, nella maggior parte dei casi la figura dell’hacker è considerata dall'opinione pubblica con un’accezione negativa e criminale.

## Etiche diverse per Hacker diversi
Il termine hacker viene utilizzato per indicare una persona che utilizza le proprie competenze informatiche per esplorare i dettagli dei sistemi programmabili e sperimenta come estenderne l'utilizzo.
Tuttavia, questa definizione non è univoca: esistono diversi tipi di hacker, che compiono azioni diverse spinti dalle motivazioni e dai valori condivisi del proprio gruppo.
Una caratterizzazione più generale suddivide gli hacker in white, black e grey hat:
- Black hat hacker: un hacker malintenzionato o con intenti criminali che viola illegalmente i sistemi informatici.
- White hat hacker: anche detto “hacker etico”, mette le sue capacità a disposizione di chi si deve difendere da attacchi informatici, aiutando ad esempio le aziende a individuare delle vulnerabilità nel proprio sistema di sicurezza e a proteggersi in modo adeguato.
- Grey hat hacker: figura intermedia tra black e white hat hacker, agiscono talvolta violando dei valori etici o delle norme ma senza avere intenzioni criminali.

Andando più nel dettaglio, troviamo vari gruppi di hacker che agiscono in modo differente per soddisfare i propri valori: ci sono gli Hacktivist, gli attivisti di internet che sfruttano le loro capacità informatiche per scopi politici, i Nation State Hacker, che hanno come scopo quello di favorire la propria nazione sulle rivali, gli Script Kiddy, aspiranti hacker che iniziano la loro attività minando i profili social delle star e utilizzando servizi già pronti, e altri gruppi minori.
Dal momento che ogni gruppo hacker risponde a valori diversi che caratterizzano le proprie azioni, ne deduciamo che l’etica hacker non è unica e universalmente condivisa, ma è frammentata in diverse etiche hacker particolari.
Infatti, anche il Jargon File ammette che la sua definizione di etica hacker non è univoca e comune a tutti i gruppi hacker: sotto i principi etici che vengono definiti, possiamo leggere “Entrambi questi principi etici normativi sono ampiamente, ma non universalmente, accettati tra gli hacker”.